# SN 2007ee
SN 2007ee – supernowa typu Ia odkryta 28 maja 2007 roku w galaktyce A144747+1649. W momencie odkrycia miała maksymalną jasność 19,40m.